# European Masters Championships
Die European Masters Championships sind die Europameisterschaften für Masters-Schwimmer, das heißt Schwimmer, die älter als 25 Jahre sind. Die Wettkämpfe finden in Altersklassen aufgeteilt nach fünf Jahre statt (AK 25 - 29, AK 30 - 34, …). Die Meisterschaften finden alle zwei Jahre statt.

## Wettbewerbe
Es werden Wettbewerbe in Schwimmen, Turmspringen, Wasserball, Synchronschwimmen und Freiwasserschwimmen durchgeführt.

## Meisterschaften
- 1987 – Blackpool,  Vereinigtes Königreich
- 1989 – Turku,  Finnland
- 1991 – Coventry,  Vereinigtes Königreich
- 1993 – Sindelfingen,  Deutschland
- 1995 – Riccione,  Italien
- 1997 – Prag,  Tschechoslowakei
- 1999 – Innsbruck,  Österreich
- 2001 – Palma,  Spanien
- 2003 – Millau,  Frankreich
- 2005 – Stockholm,  Schweden
- 2007 – Kranj,  Slowenien
- 2009 – Cádiz,  Spanien
- 2011 – Jalta,  Ukraine
- 2013 – Eindhoven,  Niederlande (Becken-Schwimmen, Freiwasser, Synchronschwimmen, Wasserspringen)
- 2013 – Budapest,  Ungarn (Wasserball)
- 2016 – London,  Vereinigtes Königreich (Becken-Schwimmen, Synchronschwimmen, Wasserspringen)
- 2016 – Rijeka,  Kroatien (Freiwasser, Wasserball)
- 2018 – Kranj,  Slowenien[1] (Becken-Schwimmen, Synchronschwimmen, Wasserspringen)
- 2018 – Bled,  Slowenien[1] (Freiwasser)
- 2020 – Budapest,  Ungarn[2] (Becken-Schwimmen, Freiwasser, Synchronschwimmen, Wasserspringen, Wasserball)
- 2022 – Rom,  Italien